# Prix John-Llewellyn-Rhys
Le prix John-Llewellyn-Rhys est un prix littéraire anglais qui récompense le meilleur ouvrage de littérature écrit par un auteur de moins de 35 ans né dans un pays faisant partie du Commonwealth. Il a été fondé en 1942 par Jane Oliver en hommage à son mari l’écrivain et poète John Llewellyn Rhys mort au combat le 5 août 1942 lors de la Seconde Guerre mondiale.
En 1987, le journal The Mail on Sunday devient partenaire et mécène du prix. En 2002, l'écrivain Hari Kunzru refuse le prix et accuse de xénophobie le journal, qui demande alors au jury de choisir un nouveau lauréat avant de rompre son partenariat. Il est remplacé en 2003 par l’organisme caritatif Booktrust (en). Le prix littéraire est finalement suspendu en 2011 par suite d'un manque de financement et n’est actuellement plus décerné.
L'écrivain A. N. Wilson (en) est le seul double lauréat du prix.

## Palmarès
- 1942 : Sunk by a Mine de Michael Richey
- 1943 : Beauty for Ashes de Morwenna Donnelly (en)
- 1944 : The Last Inspection d’Alun Lewis (en)
- 1945 : The Sea Eagle de James Aldridge
- 1946 : My Bird Sings d’Oriel Malet (en)
- 1947 : Moondrop to Gascony d’Anne-Marie Walters
- 1948 : Le Vent ne sait pas lire (The Wind Cannot Read) de Richard Mason
- 1949 : Maidens Trip d’Emma Smith (author) (en)
- 1950 : Adventure Lit Their Star de Kenneth Allsop
- 1951 : La Belle visite (The Beautiful Visit) d’Elizabeth Jane Howard
- 1952 : non attribué
- 1953 : The Return Home de Rachel Trickett
- 1954 : The Hostile Sun de Tom Stacey (en)Tom Stacey (en) pour The Hostile Sun[1]
- 1955 : The Moon to Play With de John Wiles
- 1956 : Voices Under the Window de John Edgar Colwell Hearne (en)
- 1957 : The Room on the Roof de Ruskin Bond
- 1958 : Le Masseur mystique (The Mystic Masseur) de V.S. Naipaul
- 1959 : A Long Way from London de Dan Jacobson
- 1960 : At Fever Pitch par David Caute (en)
- 1961 : Flight into Camden de David Storey
- 1962 : An Introduction to the House of Commons de Robert Rhodes James et A Tropical Childhood and Other Poems d’Edward Lucie-Smith
- 1963 : Two Lives de Peter Marshall
- 1964 : Up the Junction de Nell Dunn (en)
- 1965 : The White Father de Julian Mitchell (en)
- 1966 : The Millstone de Margaret Drabble
- 1967 : The Seahorse par Anthony Masters
- 1968 : Le Magasin de jouets magique (The Magic Toyshop) d’Angela Carter
- 1969 : Without a City Wall de Melvyn Bragg
- 1970 : The People's War de Angus Calder
- 1971 : Fireflies de Shiva Naipaul
- 1972 : The Albatross de Susan Hill
- 1973 : A Warm Gun par Peter Smalley (en)
- 1974 : The Girl Who Passed for Normal de Hugh Fleetwood (en)
- 1975 : Knuckle de David Hare et Cushing's Crusade de Tim Jeal (en)
- 1976 : non attribué
- 1977 : Vorticism & Abstract Art in the First Machine Age de Richard Cork (en)
- 1978 : The Sweets of Pimlico d’A. N. Wilson (en)
- 1979 : The Shining Mountain de Peter Boardman
- 1980 : The Diamonds at the Bottom of the Sea de Desmond Hogan
- 1981 : The Laird of Abbotsford d’A. N. Wilson (en)
- 1982 : Comme neige au soleil (An Ice-Cream War) de William Boyd
- 1983 : The Slow Train to Milan de Lisa St Aubin de Terán
- 1984 : non attribué
- 1985 : non attribué
- 1986 : Comment peut-on aimer Roger ? (Loving Roger) de Tim Parks
- 1987 : The Passion de Jeanette Winterson
- 1988 : The March Fence de Matthew Yorke (en)
- 1989 : Sylvia Townsend Warner de Claire Harman
- 1990 : Ludwig Wittgenstein: The Duty of Genius de Ray Monk
- 1991 : Night Geometry and the Garscadden Trains de Alison Louise Kennedy
- 1992 : Douce Tamise (Sweet Thames) de Matthew Kneale
- 1993 : Chemins de traverse (On Foot to the Golden Horn: A Walk to Istanbul) de Jason Goodwin
- 1994 : Testament à l'anglaise  (What a Carve Up!) de Jonathan Coe
- 1995 : Motel Nirvana de Melanie McGrath (en)
- 1996 : Heading Inland de Nicola Barker
- 1997 : Eclipse of the Sun de Phil Whitaker (en)
- 1998 : The Ugliest House in the World de Peter Ho Davies (en)
- 1999 : Écrits fantômes (Ghostwritten) de David Mitchell
- 2000 : Leadville de Edward Platt
- 2001 : The Earthquake Bird par Susanna Jones (en)
- 2002 : Virgins of Venice de Mary Laven
- 2003 : Daughters of Jerusalem de Charlotte Mendelson
- 2004 : Jeux d'enfants (Boy A) de Jonathan Trigell
- 2005 : Beasts of No Nation de Uzodinma Iweala
- 2006 - 2007 : Sœurs dans la guerre (The Carhullan Army) de Sarah Hall
- 2008 : The Secret Lifr of Words d’Henry Hitchings (en)
- 2009 : Après le feu, un murmure doux et léger (After the Fire, A Still Small Voice) d'Evie Wyld
- 2010 : The Still Point d’Amy Sackville (en)[2]